# سازه کالامبو
سازه کالامبو یا کالامبو (سایت باستان‌شناسی) (انگلیسی: Kalambo structure) یک سازه چوبی دوره پارینه‌سنگی زیرین است که دو قطعه از آن به همراه ابزارهای چوبی دیگر کشف شده‌است. این بنا که در محل آبشار کالامبو، زامبیا کشف شده، در حال حاضر قدیمی‌ترین سازهٔ چوبی شناخته شده‌است که دست کم ۴۷۶٫۰۰۰ سال قدمت دارد و با استفاده از تاریخ‌گذاری لومینسانس - قدیمی‌تر از انسان خردمند تعیین شده‌است.

## شرح پیدایش
حفاری‌ها در آبشار کالامبو در دهه‌های ۱۹۵۰ و ۱۹۶۰ سازه‌های چوبی با منشأ احتمالی هومینین را به دست آوردند، هرچند سایش و دیگر فرآیندهای سنگواره‌شناسی دانشمندان را از تعیین قاطع منشأ ساخته‌ها بازداشت. این منطقه شامل سایت ماقبل تاریخ آبشار کالامبو است.
ساختار و ابزارهای همراه در سال ۲۰۱۹ در سایت BLB در اطراف رودخانه کالامبو بازیابی شد. خود این سازه در منطقه BLB5، واقع در زیر رودخانه، در ارتباط با مصنوعات آشئولی یافت شد. این کشف غیرعادی در نظر گرفته شد زیرا چوب معمولاً نمی‌تواند برای مدت طولانی زنده بماند. جف دالر، که بخشی از تیمی بود که در سال ۲۰۱۹ این کشف را انجام داد، گفت که سطح بالای آب و رسوبات ریز که ساختار را پوشانده‌است به حفظ چوب کمک کرده‌است.